# 諾魯及巴納巴島磷礦開採

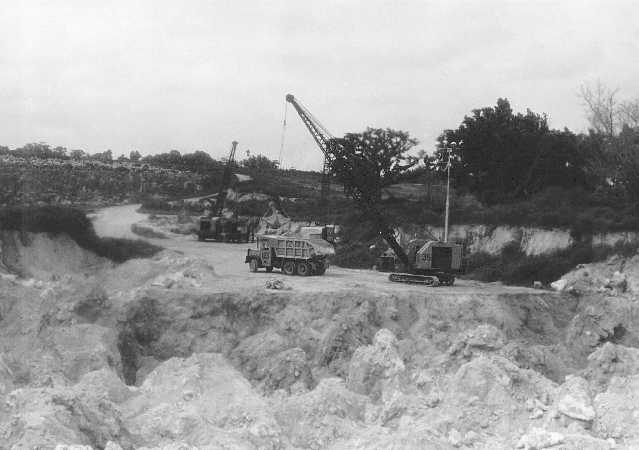
諾魯的磷酸鹽開採

諾魯及巴納巴島磷礦開採是指巴纳巴岛和瑙鲁歷史上的磷酸鹽開采活動。20世紀初，巴纳巴岛和瑙鲁的磷酸鹽開始被開採。磷酸鹽開采活動给巴纳巴岛和瑙鲁带来环境灾难。1979年，巴纳巴岛的采矿活动終止。截至2000年，巴纳巴岛和瑙鲁的磷酸盐基本上已经被開采完。